# Liste von Flüssen in Pakistan

Der Indus mit seinen Zuflüssen

Auf dieser Seite sind Flüsse, die sich in Pakistan befinden, in ihrer deutschen Schreibweise aufgelistet. Die Liste erhebt jedoch keinen Anspruch auf Vollständigkeit.
| - Chanab - Dascht - Dashtiari - Gambila - Ghaggar-Hakra - Gilgit - Gomal - Hub - Hungol - Hunza - Indus - Jhelam - Kabul - Kishen - Kundar - Kunhar | - Kurram - Lyari - Malir - Nubra - Panjkora - Panjnad - Punch - Ravi - Shigar - Satluj - Swat - Shyok - Tochi - Zanskar - Zhob |